# Eurville-Bienville

Eurville-Bienville este o comună în departamentul Haute-Marne din nord-estul Franței. În 2009 avea o populație de 2.047 de locuitori.

## Evoluția populației
| An        | 1975  | 1982  | 1990  | 1999  | 2006  | 2009  |
| --------- | ----- | ----- | ----- | ----- | ----- | ----- |
| Populație | 2.275 | 2.327 | 2.086 | 2.083 | 2.056 | 2.047 |